# Arthur Colahan
Arthur Nicholas Whistler Colahan (Enniskillen, 12 agosto 1884 – Leicester, 15 settembre 1952) è stato uno psichiatra e cantautore irlandese.

## Biografia
Nacque da Nicholas Arthur Colohan a dalla moglie Alexandra Terrace, Enniskillen, contea di Fermanagh, in Irlanda, ebbe due fratelli e due sorelle Nicholas Whistler Colahan (1853-1930) e Elisabeth (Lizzie) Quinn di Limerick (bc 1866). Già da bambino la sua famiglia si trasferì a Galway.
Dopo aver completato la sua formazione secondaria presso il Collegio di St Joseph, Galway (The 'Bish') e Mungret College, Limerick, si iscrisse presso l'Università di Dublino nel 1900, dove conseguì la laurea in arti e poi studiò medicina. Si trasferì presso l'University College Galway dove si laureò nel 1913.
Iniziò la sua carriera medica presso l'infermeria della Contea di Galway e poi si trasferì a Holles Street. Si unì al Corpo Medico Reale dell'Esercito, ma si ferì durante la sua permanenza in India. Dopo la guerra si stabilì a Leicester, dove trascorse il resto della sua carriera come specialista neurologico.
Colahan era anche un compositore di canzoni popolari. Il suo lavoro più famoso è Galway Bay, che fece un record di vendite.

## Opere
- O'Madáin: History of the O'Maddens of Hy-Many, Gerard Madden, 2004. ISBN 0-9529511-7-7.
- The Colahans - A Remarkable Galway Family, Diarmuid Ó Cearbhaill, Journal of the Galway Archaeological and Historical Society, volume 54, 2002, pp. 121–140.